# Физика в исламском мире
Естественные науки пережили  различные достижения в Золотой век ислама (примерно с середины VIII до середины XIII века), добавив ряд новшеств к передаче классических текстов (таких как Аристотель, Птолемей, Евклид, неоплатонизм ).  В этот период исламское богословие поощряло мыслителей к поиску знаний.  Среди мыслителей этого периода были Аль-Фараби, Абу Бишр Матта, Ибн Сина, аль-Хасан ибн аль-Хайсам и Ибн Баджа .  Эти труды и важные комментарии к ним были источником науки в средневековый период. Они были переведены на арабский язык, который был общепринятым языком того периода.
Исламская наука унаследовала от греков физику Аристотеля и в течение исламского Золотого века развила ее дальше. Однако исламский мир с большим уважением относился к знаниям, полученным путем эмпирических наблюдений, и считал, что Вселенная управляется единым набором законов. Их использование эмпирических наблюдений привело к формированию грубых форм научного метода .  Изучение физики в исламском мире началось в Ираке и Египте .  Области физики, изучаемые в этот период, включают оптику, механику (включая статику, динамику, кинематику и движение ) и астрономию .

## Физика
Исламская наука унаследовала от греков физику Аристотеля и в течение исламского Золотого века развила ее дальше, уделяя особое внимание наблюдению и априорному рассуждению, развивая ранние формы научного метода . В Аристотелевской физике физика рассматривалась как наука более низкая, чем доказательные математические науки, но с точки зрения более широкой теории познания физика была выше астрономии, многие принципы которой вытекают из физики и метафизики.  По мнению Аристотеля, основным предметом физики является движение или изменение; с этим изменением связаны три фактора: лежащая в основе вещь, лишенность и форма. В своей «Метафизике» Аристотель считал, что Неподвижный Двигатель ответственен за движение космоса, что неоплатоники позже обобщили, поскольку космос вечен.  Аль-Кинди выступал против идеи вечности космоса, утверждая, что вечность мира приводит нас к другому виду абсурда, связанному с бесконечностью; Аль-Кинди утверждал, что космос должен иметь временное происхождение, поскольку пересечение бесконечности невозможно.
Один  из первых комментариев к «Метафизике» Аристотеля принадлежит Аль-Фараби . В «Целях метафизики Аристотеля» Аль-Фараби утверждает, что метафизика не является специфической для природных существ, но в то же время метафизика выше по универсальности, чем природные существа. 

## Оптика

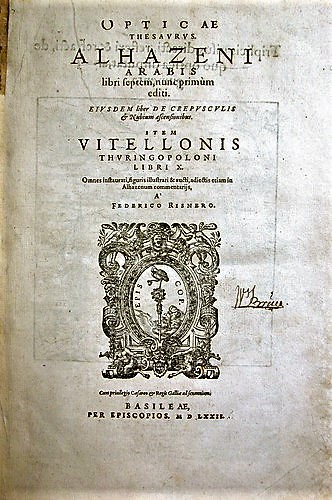
Обложка книги Ибн аль-Хайсама « Оптика»

В этот период бурно развивалась одна из областей физики — оптика . К девятому веку появились работы по физиологической оптике, а также по зеркальным отражениям, геометрической и физической оптике.  В одиннадцатом веке Ибн аль-Хайтам не только отверг греческую идею о зрении, но и выдвинул новую теорию. 
Ибн Сахл (ок. 940–1000), математик и физик, связанный с багдадским двором, написал в 984 году трактат «О зажигательных зеркалах и линзах», в котором изложил свое понимание того, как изогнутые зеркала и линзы преломляют и фокусируют свет . Ибн Сахлю приписывают открытие закона преломления, который теперь обычно называют законом Снеллиуса .   Он использовал этот закон для разработки форм линз, которые фокусируют свет без геометрических аберраций, известных как анакластические линзы .
Ибн аль-Хайтам (известный в Западной Европе как Альхасен или Альхазен ) ( 965 - 1040 ), которого часто считают «отцом оптики»  и пионером научного метода, сформулировал «первую всеобъемлющую и систематическую альтернативу греческим оптическим теориям».  В своей «Книге оптики» он постулировал, что свет отражается от разных поверхностей в разных направлениях, тем самым вызывая разные световые сигнатуры для определенного объекта, который мы видим.  Это был иной подход, нежели тот, который ранее рассматривался греческими учеными, такими как Евклид или Птолемей, которые считали, что лучи исходят от глаза к объекту и обратно. Аль-Хайтам, с помощью этой новой теории оптики, смог изучить геометрические аспекты теорий зрительных конусов, не объясняя физиологию восприятия.  Также в своей «Книге оптики» Ибн аль-Хайсам использовал механику, чтобы попытаться понять оптику. Используя снаряды, он заметил, что объекты, которые попадают в цель перпендикулярно, оказывают гораздо большую силу, чем снаряды, которые попадают под углом. Аль-Хайтам применил это открытие к оптике и попытался объяснить, почему прямой свет вредит глазу, поскольку прямой свет падает перпендикулярно, а не под косым углом.  Он разработал камеру-обскуру, чтобы продемонстрировать, что свет и цвет от разных свечей могут проходить через одно отверстие по прямым линиям, не смешиваясь в отверстии.  Его теории были переданы на Запад.  Его работа оказала влияние на Роджера Бэкона, Джона Пекхэма и Вителло, которые развили его труд и в конечном итоге передали его Кеплеру . 
Таки ад-Дин пытался опровергнуть широко распространенное мнение о том, что свет излучается глазом, а не наблюдаемым объектом. Он объяснил, что если бы свет исходил из наших глаз с постоянной скоростью, то потребовалось бы слишком много времени, чтобы осветить звезды и увидеть их, пока мы смотрим на них, поскольку они находятся очень далеко. Следовательно, освещение должно исходить от звезд, чтобы мы могли видеть их, как только открываем глаза. 

## Астрономия

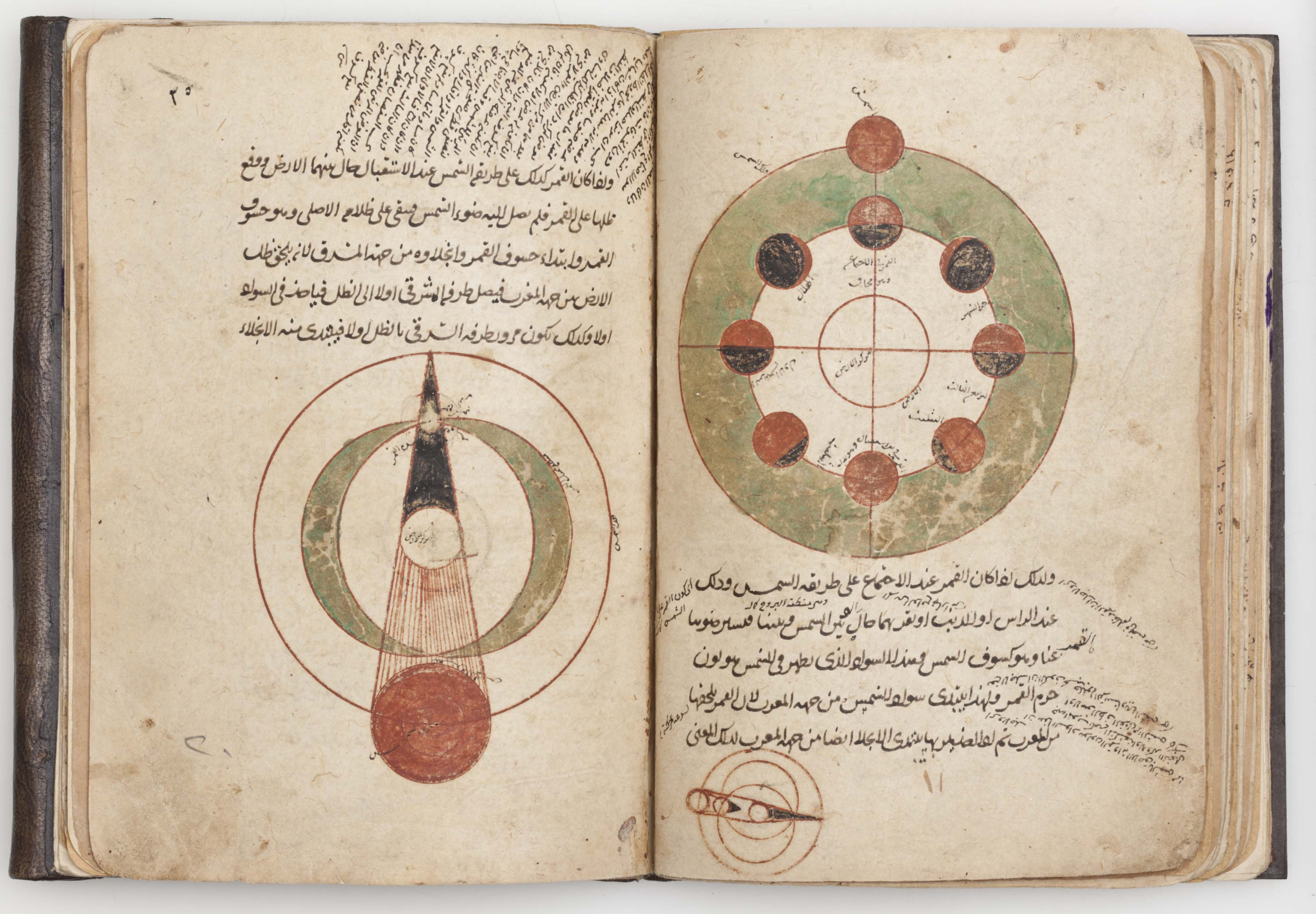
Рукопись XIV века аль-Мулаххас фи аль-Хайа, трактата Джагмини по астрономии.

Исламское понимание астрономической модели основывалось на греческой системе Птолемея. Однако многие ранние астрономы начали подвергать эту модель сомнению. Ее предсказания не всегда были точными и слишком сложными, поскольку астрономы пытались математически описать движение небесных тел. Ибн аль-Хайсам опубликовал труд «Аш-Шукук ала Батиамьюс » («Сомнения относительно Птолемея»), в котором изложил свои многочисленные критические замечания в адрес парадигмы Птолемея. Эта книга вдохновила других астрономов на разработку новых моделей, объясняющих движение небесных тел лучше, чем Птолемей.  В «Книге оптики » аль-Хайсам утверждает, что небесные сферы не были сделаны из твердой материи и что небеса менее плотны, чем воздух.  Некоторые астрономы также выдвигали теории о гравитации. Аль-Хазини предполагает, что гравитация объекта меняется в зависимости от его расстояния от центра Вселенной. Центр Вселенной в данном случае относится к центру Земли. 

## Механика

### Импульс
Иоанн Филопон отверг аристотелевский взгляд на движение и утверждал, что объект приобретает склонность к движению, когда ему придана движущая сила. В одиннадцатом веке Ибн Сина приблизительно принял эту идею, полагая, что движущийся объект имеет силу, которая рассеивается внешними факторами, такими как сопротивление воздуха.  Ибн Сина проводил различие между «силой» и «склонностью» (называемой « майль »). Он утверждал, что объект приобретает майль, когда он находится в противодействии своему естественному движению. Поэтому он пришел к выводу, что продолжение движения обусловлено наклоном, который передается объекту, и что объект будет находиться в движении до тех пор, пока не израсходуется майл . Он также утверждал, что снаряд в вакууме не остановится, если на него не воздействовать. Эта концепция движения согласуется с первым законом движения Ньютона, инерцией, который гласит, что движущийся объект будет продолжать движение, если на него не будет действовать внешняя сила.  Эта идея, которая расходилась с точкой зрения Аристотеля, была в основном отвергнута, пока ее не описал как «импульс» Иоанн Буридан, на которого, возможно, оказал влияние Ибн Сина.  

### Ускорение
В тексте Абу Райхана аль-Бируни « Тени » он признает, что неравномерное движение является результатом ускорения.  Теория майла Ибн-Сины пыталась связать скорость и вес движущегося объекта, эта идея очень напоминала концепцию импульса  Теория движения Аристотеля утверждала, что постоянная сила производит равномерное движение, Абу-ль-Баракат аль-Багдади опроверг это и разработал свою собственную теорию движения. В своей теории он показал, что скорость и ускорение — это две разные вещи, а сила пропорциональна ускорению, а не скорости. 